# Doświadczenie Kennedy’ego-Thorndike’a
Doświadczenie Kennedy’ego-Thorndike’a – zmodyfikowana forma doświadczenia Michelsona-Morleya, testującego szczególną teorię względności. Po raz pierwszy zostało przeprowadzone w roku 1932. Modyfikacja polegała na użyciu interferometru o różnej długości ramion. Pierwotny eksperyment Michelsona-Morleya pokazał, że prędkość światła jest niezależna od orientacji urządzenia, natomiast doświadczenie Kennedy’ego-Thorndike’a udowodniło, że jest ona również niezależna od prędkości urządzenia w różnych układach inercjalnych. Ponadto negatywny wynik doświadczenia Michelsona-Morleya można było wytłumaczyć samym tylko skróceniem długości, podczas gdy negatywny wynik eksperymentu Kennedy’ego-Thorndike’a wymagał uwzględnienia dodatkowo dylatacji czasu w celu wyjaśnienia braku przesunięcia fazy w trakcie ruchu Ziemi dookoła Słońca. W ten sposób doświadczenie to stanowi pośredni dowód na występowanie dylatacji czasu. Pierwszego bezpośredniego potwierdzenia tej dylatacji dokonano w roku 1938 w eksperymencie Ivesa-Stillwella. Połączenie wyników tych trzech eksperymentów pozwala uzasadnić kompletną transformację Lorentza.
Przeprowadzano poprawione warianty tego doświadczenia, wykorzystujące wnęki rezonansowe lub wiązkę lasera odbitą od Księżyca.

## Opis
Oryginalny eksperyment Michelsona-Morleya był użyteczny jedynie do przetestowania hipotezy skrócenia Lorentza-FitzGeralda. Kennedy przeprowadził już w latach 20. XX wieku szereg coraz to bardziej zaawansowanych wersji eksperymentu Michelsona-Morleya, kiedy postanowił sprawdzić również występowanie dylatacji czasu. Według jego własnych słów:

Zasada, na której bazuje eksperyment, jest prostą propozycją, według której, jeżeli wiązka jednorodnego światła jest rozdzielana (...) na dwie, które następnie, przebywszy różnej długości ścieżki, są ponownie łączone, to względne fazy (...) będą zależeć (...) od prędkości urządzenia, chyba że częstotliwość światła zależy (...) od prędkości w sposób wymagany teorią względności.

Schemat doświadczenia Kennedy’ego-Thorndike’a

W aparacie skonstruowanym do przeprowadzenia doświadczenia kluczowe komponenty optyczne zamontowano wewnątrz komory próżniowej (V na ilustracji obok), na podstawie ze szkła kwarcowego o bardzo małym współczynniku rozszerzalności cieplnej. Osłona wodna W utrzymuje temperaturę regulowaną z dokładnością do 0,001 °C. Monochromatyczne zielone światło, z zawierającego rtęć źródła Hg, przed wejściem do komory przechodzi przez polaryzujący pryzmat Nicola N i jest rozbijane przez dzielnik wiązki B pod kątem Brewstera celem uniknięcia odbić powierzchniowych. Obie wiązki kierowane są ku lustrom M1 i M2, będącym w możliwie największej odległości wyznaczonej przez długość koherentną dla linii spektralnej rtęci 5461 Å (odległość ta wynosiła ≈ 32 cm, pozwalając na różnicę w długości ramion ≈ 16 cm). Odbite wiązki łączy się ponownie w celu utworzenia kołowych prążków interferencyjnych, które są fotografowane w P. Szczelina S pozwala na rejestrowanie wielu ekspozycji w obrębie średnicy pierścieni na pojedynczej płytce fotograficznej w różnych porach dnia.
Czyniąc jedno z ramion interferometru znacznie krótszym od drugiego powoduje się, że zmiana prędkości Ziemi powodowałaby zmianę czasu ruchu obu wiązek, a to z kolei powodowałoby przesunięcie prążków, o ile nie nastąpiłaby odpowiednia zmiana częstotliwości. W celu stwierdzenia wystąpienia takiego zjawiska interferometr wykonano niezwykle stabilnie, a wzory interferencyjne fotografowano do późniejszego porównania. Test przebiegał na przestrzeni wielu miesięcy. Ponieważ nie odnotowano żadnego szczególnego przesunięcia prążków (odpowiadającego prędkości 10 ±10 km/s, wewnątrz marginesu błędu), eksperymentatorzy skonkludowali występowanie dylatacji czasu, jak przewiduje to szczególna teoria względności.

## Teoria

### Podstawy teoretyczne eksperymentu

Ścieżka światła w doświadczeniu Kennedy’ego-Thorndike’e, przeprowadzonego z użyciem ramion prostopadłych.

Chociaż skrócenie Lorentza-FitzGeralda jest wystarczające od interpretacji wyników doświadczenia Michelsona-Morleya, nie wystarcza jednak, aby wytłumaczyć wynik eksperymentu Kennedy’ego-Thorndike’a. Skrócenie Lorentza-FitzGeralda dane jest wzorem:
{\displaystyle L=L_{0}{\sqrt {1-v^{2}/c^{2}}}=L_{0}/{\gamma (v)}}
gdzie:
{\displaystyle L_{0}} – długość właściwa (długością obiektu w układzie spoczywającym)
{\displaystyle L} – długość obserwowana przez obserwatora poruszającego się względem obiektu
{\displaystyle v} – prędkość względna pomiędzy obiektem a obserwatorem, czyli pomiędzy hipotetycznym eterem a poruszającym się obiektem
{\displaystyle c} – prędkość światła w próżni
czynnik Lorentza dany jest jako {\displaystyle \gamma (v)\equiv {\frac {1}{\sqrt {1-v^{2}/c^{2}}}}.}
Ilustracja 2 pokazuje interferometr Kennedy’ego-Thorndike’a o prostopadłych ramionach oraz zakłada prawdziwość skrócenia Lorentza. Jeżeli urządzenie jest nieruchome względem hipotetycznego eteru, różnica w czasie przelotu obu promieni wzdłuż ramion dana jest przez:
| {\displaystyle T_{L}-T_{T}={\frac {2(L_{L}-L_{T})}{c}}} |
| ------------------------------------------------------- |
Czas, jaki zajmuje światłu przelot w tę i z powrotem wzdłuż skróconego lorentzowsko ramienia, wynosi:
{\displaystyle T_{L}=T_{1}+T_{2}={\frac {L_{L}/\gamma (v)}{c-v}}+{\frac {L_{L}/\gamma (v)}{c+v}}={\frac {2L_{L}/\gamma (v)}{c}}{\frac {1}{1-{\frac {v^{2}}{c^{2}}}}}={\frac {2L_{L}\gamma (v)}{c}}}
gdzie:
{\displaystyle T_{1}} – czas w kierunku ruchu
{\displaystyle T_{2}} – w przeciwnym kierunku
{\displaystyle v} – komponent ruchu względem eteru światłonośnego
{\displaystyle c} – prędkość światła w próżni
{\displaystyle L_{L}} – długość podłużnego ramienia interferometru.
Czas przelotu światła wzdłuż prostopadłego ramienia wynosi:
{\displaystyle T_{T}={\frac {2L_{T}}{\sqrt {c^{2}-v^{2}}}}={\frac {2L_{T}}{c}}{\frac {1}{\sqrt {1-{\frac {v^{2}}{c^{2}}}}}}={\frac {2L_{T}\gamma (v)}{c}}.}
Różnica wynosi więc:
| {\displaystyle T_{L}-T_{T}={\frac {2(L_{L}-L_{T})\gamma (v)}{c}}} |
| ----------------------------------------------------------------- |
Ponieważ {\displaystyle \Delta L=c(T_{L}-T_{T}),} dane są następujące ({\displaystyle \Delta L_{A}} jest początkową różnicą długości, a {\displaystyle v_{A}} początkową prędkością urządzenia, zaś {\displaystyle \Delta L_{B}} i {\displaystyle v_{B}} są odpowiednimi wielkościami po obrocie lub zmianie prędkości Ziemi na skutek obrotu wokół osi lub też obrotu wokół Słońca):
{\displaystyle \Delta L_{A}={\frac {2\left(L_{L}-L_{T}\right)}{\sqrt {1-v_{A}^{2}/c^{2}}}},\qquad \Delta L_{B}={\frac {2\left(L_{L}-L_{T}\right)}{\sqrt {1-v_{B}^{2}/c^{2}}}}.}
Aby otrzymać ujemny wynik doświadczenia, zmiana długości powinna równać się zero {\displaystyle (\Delta L_{A}-\Delta L_{B}=0).} Niemniej jednak widać, że oba wyrażenia znoszą się tylko wtedy, gdy prędkości są takie same. Eksperyment Michelsona-Morleya jest niewrażliwy na zmiany prędkości, gdyż różnica między {\displaystyle L_{L}} a {\displaystyle L_{T}} jest zerowa. Zatem eksperyment Michelsona-Morleya testuje jedynie prędkość światła w zależności od orientacji urządzenia. Ponieważ w eksperymencie Kennedy’ego-Thorndike’a długości {\displaystyle L_{L}} i {\displaystyle L_{T}} są różne, można zmierzyć również zależność prędkości światła od prędkości urządzenia.
Zgodnie z poprzednim wyrażeniem różnica w długości tras {\displaystyle \Delta L_{A}-\Delta L_{B},} a w konsekwencji spodziewane przesunięcie prążków interferencyjnych {\displaystyle \Delta N,} dane jest przez ({\displaystyle \lambda } jest długością fali):
{\displaystyle \Delta N={\frac {\Delta L_{A}-\Delta L_{B}}{\lambda }}={\frac {2\left(L_{L}-L_{T}\right)}{\lambda }}\left({\frac {1}{\sqrt {1-v_{A}^{2}/c^{2}}}}-{\frac {1}{\sqrt {1-v_{B}^{2}/c^{2}}}}\right).}
Rozwijając w szereg i zaniedbując wartości o rzędzie wyższym od 2:
{\displaystyle \approx {\frac {L_{L}-L_{T}}{\lambda }}\left({\frac {v_{A}^{2}-v_{B}^{2}}{c^{2}}}\right).}
Dla stałego {\displaystyle \Delta N,} czyli dla przesunięcia prążków niezależnego od orientacji oraz prędkości urządzenia, konieczna jest modyfikacja częstotliwości, a więc i długości fali {\displaystyle \lambda ,} o czynnik Lorentza. To jest właśnie miejsce, gdzie wchodzi w grę wpływ dylatacji czasu na częstotliwość. Zatem do wyjaśnienia ujemnego wyniku eksperymentu Kennedy’ego-Thorndike’a, potrzebne jest zarówno skrócenie długości, jak i dylatacja czasu.

### Istotność dla teorii względności
W 1905 roku Henri Poincaré oraz Albert Einstein wykazali, że transformacja Lorentza musi tworzyć grupę, aby spełnić zasadę względności. Wymaga to istnienia zarówno skrócenia długości, jak i dylatacji czasu. Kennedy i Thorndike argumentowali, że teraz mogą wyprowadzić pełną transformację Lorentza wyłącznie na podstawie danych doświadczalnych. Jednak nie jest to do końca prawda, jako że skrócenie długości i dylatacja czasu są wystarczające, ale nie niezbędne, do wyjaśnienia wyników obu eksperymentów. W rzeczywistości ujemny wynik wymaga odpowiedniego stosunku długości pomiędzy poprzecznym a podłużnym ramieniem, odpowiadającemu czynnikowi Lorentza – co obejmuje nieskończenie wiele kombinacji długości. W eksperymencie Kennedy’ego-Thorndike’a dotyczy to również dylatacji czasu, gdyż jej wyliczenie jest zależne od stopnia skrócenia długości. Dlatego w celu wyprowadzenia pełnej transformacji Lorentza, potrzebny jest jeszcze trzeci eksperyment, jakim jest doświadczenie Ivesa-Stillwella.